# カトリック東京大司教区
カトリック東京大司教区（カトリックとうきょうだいしきょうく、（羅: Archidioecesis Tokiensis、英: Roman Catholic Archdiocese of Tokyo）は、東京都文京区に司教座を置くカトリック教会の司教区である。司教座聖堂は東京カテドラル聖マリア大聖堂。東京都と千葉県を管轄区域としており、日本では信者数が最も多い教区で、大司教が管理する大司教区である。東日本のカトリックの教区を統括する教会管区ともなっている。

## 概要
大司教館・教区事務所
- 〒112-0014　東京都文京区関口三丁目16番15号（北緯35度42分50.9秒 東経139度43分33.7秒 / 北緯35.714139度 東経139.726028度）

司教座聖堂
- 関口教会 - 東京都文京区関口三丁目16番15号

教区長
- タルチシオ菊地功枢機卿

管轄区域
- 東京都、千葉県

## 沿革
- 1846年（弘化3年）- 日本使徒座代理区が設立。パリ外国宣教会に委託される。
- 1876年（明治9年） - 5月22日、日本代理区を日本北緯使徒座代理区、日本南緯使徒座代理区（現在の長崎教区）の2区に分割。北緯代理区は横浜に代理区長館を置き、北海道、東北、関東および中部の各地方を管轄区域とした。
- 1877年（明治10年） - 7月、代理区長館を横浜から東京の築地教会へ移す。
- 1891年（明治24年） - 4月17日、北海道と東北地方を分離し、新設の函館代理区に委譲（現在の仙台教区）。
- 1891年（明治24年） - 6月15日、北緯代理区を東京大司教区とし、大司教区に昇格。
- 1912年（大正元年） - 8月13日、富山、石川、福井の3県を新設の新潟使徒座知牧区（現在の新潟教区）に委譲。
- 1920年（大正9年） - 司教座を築地教会から関口教会へ移す。
- 1922年（大正11年） - 2月18日、愛知、岐阜の2県を新設の名古屋知牧区（現在の名古屋教区）に委譲。
- 1937年（昭和12年） - 11月9日、パリ外国宣教会の手を離れて邦人教区となり、東京都と千葉県以外の地域は新設の横浜教区に委譲。
- 1945年（昭和20年） - 5月25日、関口教会の司教座聖堂が戦災のために焼失。神田教会が仮の司教座聖堂となる。
- 1964年（昭和39年） - 11月9日、現在の東京カテドラル関口教会聖マリア大聖堂が完成。

## 歴代教区長
日本代理区長
- テオドール＝オギュスタン・フォルカード（パリ外国宣教会）1846年 - 1852年
- ベルナール・プティジャン（パリ外国宣教会）1866年 - 1876年

北緯代理区長
- ピエール・マリー・オズーフ（パリ外国宣教会） - 1891年

司教・大司教（教区長）
- 初代 - ピエール・マリー・オズーフ（パリ外国宣教会）1891年 - 1906年
- 2代 - ピエール・ザヴィエ・ミュガビュール（パリ外国宣教会）1906年 - 1910年
- 3代 - フランソワ・ボンヌ（パリ外国宣教会）1910年 - 1912年
- 4代 - ジャン・ピエール・レイ（パリ外国宣教会）1912年 - 1927年
- 5代 - ジャン・アレキシス・シャンボン（パリ外国宣教会）1927年 - 1937年
- 6代 - ペトロ 土井辰雄 1937年 - 1970年
- 7代 - ペトロ 白柳誠一 1970年 - 2000年
- 8代 - ペトロ 岡田武夫 2000年 - 2017年[1]
- 9代 - タルチシオ 菊地功（神言会）[2] 2017年 -

補佐司教
- パウロ 森一弘 1985年 – 2000年[3]
- ヤコブ 幸田和生 2005年 – 2018年[4]
- アンドレア・レンボ（ミラノ外国宣教会） 2023年 – [5]

## 現況
※2014年（平成26年）12月31日現在
信者数
- 信徒数：95,115人（人口あたりの信徒率：0.489%）
- 信者数[7]：97,005人

教会数
- 小教区：76
- 準小教区：3
- 集会所：1

## 教区の教会
東京教区では将来の小教区再編成を見据えた試みとして、2003年から近隣の3 - 4教会を単位とした宣教協力体を編成し、それぞれが協力して活動を行っている。（教区公式サイト掲載順）
- 千葉北東部
  - 習志野教会
  - 成田教会
  - 佐原教会
  - 銚子教会
- 千葉中央
  - 西千葉教会
  - 千葉寺教会
  - 東金教会
  - 茂原教会
- 安房・上総
  - 鴨川教会
  - 木更津教会
  - 館山教会
  - 五井教会
- 東葛飾
  - 豊四季教会
  - 松戸教会
  - 亀有教会
- 京葉
  - 市川教会
  - 葛西教会
  - 小岩教会
  - 潮見教会
- 荒川・足立
  - 足立教会
  - 梅田教会
  - 町屋教会
  - 三河島教会
- 下町
  - 浅草教会
  - 上野教会
  - 本所教会
- 北・文京
  - 赤羽教会
  - 関口教会
  - 本郷教会
  - 韓人教会
- 中央・千代田
  - 麹町教会
  - 神田教会
  - 築地教会
  - 大島教会
- 港・品川
  - 麻布教会
  - 高輪教会
  - 目黒教会
  - 六本木教会
- 大田
  - 大森教会
  - 蒲田教会
  - 洗足教会
- 世田谷北
  - 赤堤教会
  - 世田谷教会
  - 初台教会
  - 松原教会
- 玉川通り
  - 三軒茶屋教会
  - 渋谷教会
  - 瀬田教会
- 世田谷南
  - 上野毛教会
  - 田園調布教会
  - 碑文谷教会
- 豊多摩北
  - 板橋教会
  - 北町教会
  - 志村教会
  - 豊島教会
- 豊多摩南
  - 下井草教会
  - 関町教会
  - 徳田教会
- 武蔵野北
  - 秋津教会
  - 清瀬教会
  - 小平教会
- 武蔵野南
  - 荻窪教会
  - 吉祥寺教会
  - 高円寺教会
- 多摩東
  - 多摩教会
  - 調布教会
  - 府中教会
- 多摩南
  - 成城教会
  - 町田教会
- 多摩北
  - あきる野教会
  - 青梅教会
  - 小金井教会
  - 立川教会
- 多摩西
  - 高幡教会
  - 豊田教会
  - 八王子教会
  - 泉町教会

## 交通アクセス
- 東京メトロ有楽町線「護国寺駅」より徒歩10分
- 東京メトロ有楽町線「江戸川橋駅」より徒歩15分